# Tjaernoeia boucheti
Tjaernoeia boucheti is een slakkensoort uit de familie van de Tjaernoeiidae. De wetenschappelijke naam van de soort is voor het eerst geldig gepubliceerd in 1991 door Warén.